# Amiota melanoleuca
Amiota melanoleuca är en tvåvingeart som beskrevs av Tsacas 1990. Amiota melanoleuca ingår i släktet Amiota och familjen daggflugor.
Artens utbredningsområde är Botswana. Inga underarter finns listade i Catalogue of Life.